# Garth Hudson
Pour les articles homonymes, voir Hudson.
Eric Garth Hudson, né le 2 août 1937 à Windsor (Ontario) et mort le 21 janvier 2025 à Woodstock (État de New York), est un multi-instrumentiste canadien.
Il est souvent considéré comme étant à l'origine du son du groupe The Band.

## Biographie
Les parents de Garth, Fred James Hudson et Olive Louella Pentland, étaient musiciens. Sa mère jouait du piano, de l'accordéon et chantait. Son père jouait de la batterie, du saxophone, de la clarinette, de la flûte et du piano.
Garth Hudson est né à Windsor et a déménagé avec sa famille à London en Ontario vers 1940. Il a fréquenté l'école publique Broughdale, Medway High School (Arva, Ontario) et l'Université de Western Ontario. De formation classique en piano, solfège, l'harmonie et le contrepoint, Garth Hudson a d'abord joué professionnellement avec des orchestres de danse en 1949 à l'âge de douze ans et a écrit sa première chanson à l'âge de 11 ans. En 1958, il rejoint un groupe de rock and roll, Les câpres. Il aurait acquis une certaine expérience en jouant aux obsèques dans l'établissement de pompes funèbres de son oncle.

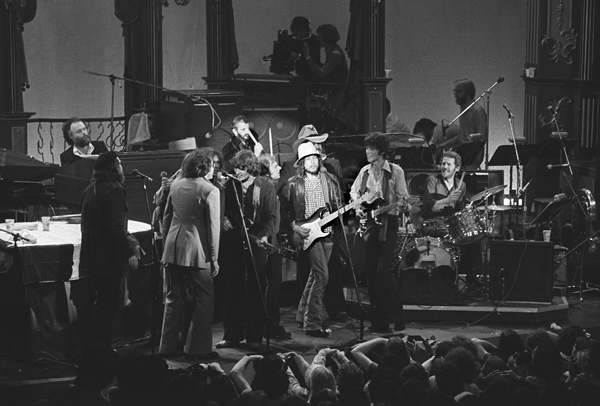
The Band lors de The Last Waltz : Garth Hudson (en haut, à gauche) à l'orgue.

En décembre 1961, Garth Hudson âgé de 24 ans rejoint les Hawks, le groupe de Ronnie Hawkins, déjà composé de Levon Helm (21 ans) à la batterie, Robbie Robertson (18 ans) à la guitare, Rick Danko (18 ans) à la basse et du pianiste Richard Manuel (18 ans). Craignant que ses parents ne pensent qu'il gâchait ses années d'enseignement de la musique en jouant dans un groupe de rock and roll, Garth Hudson rejoint le groupe à condition qu'il en soit nommé « conseiller musical », et que ses acolytes lui payent 10 $ par semaine comme professeur de musique. Si quelqu'un avait des questions sur la théorie musicale, il devait se tourner vers lui. En plus d'empocher un peu d'argent supplémentaire, Garth Hudson a aussi été en mesure de calmer les craintes de sa famille (révélant un peu de la pensée derrière ses craintes au début, dans The Last Waltz Garth Hudson dit à l'enquêteur-réalisateur Martin Scorsese : « Une opinion est que le jazz est " mauvais " parce qu'il vient de gens mauvais. Mais en réalité les plus grands prêtres de la 52e rue et des rues de New York étaient les musiciens, parce qu'ils faisaient le plus grand travail de guérison. Ils ont su s'échapper à travers la musique qui permettrait de guérir et que les gens se sentent bien »).

### Orgue Lowrey
En joignant les Hawks, Garth Hudson a exigé qu'on mette à sa disposition un orgue Lowrey qui donne des jeux intéressants. C'est un des rares organistes de rock ou de rhythm & blues à ne pas jouer sur un orgue Hammond.

### Reformation du Band 1980-1990
The Band participe au concert de Roger Waters à Berlin en 1990 (The Wall).

## Garth Hudson a également joué avec
- Eric Andersen
- Joseph Arthur & The Lonely Astronauts
- Hoyt Axton
- The Band
- Barenaked Ladies
- Richard Barone
- David Bromberg
- Burrito Deluxe
- Paul Butterfield
- The Call (groupe)
- Camper Van Beethoven
- J.J. Cale
- Thumbs Carllile
- Eliza Carthy
- Neko Case
- Blondie Chaplin
- Frank Christian
- Eric Clapton
- Leonard Cohen
- Crosby, Stills, Nash and Young
- Rick Danko
- Neil Diamond
- Dixie Hummingbirds
- Donovan
- Dr. John
- Bob Dylan
- Jonathan Edwards (en)
- Keith Emerson
- Marianne Faithfull
- Gipsy Kings
- Paul Geremia
- Boris Grebenshikov
- John P. Hammond
- John Herald
- Emmylou Harris
- Greg Harris
- Ronnie Hawkins
- Levon Helm & the RCO All-Stars
- Jeff Healey
- Daniel Lanois
- Don Henley
- John Hiatt
- Maud Hudson
- Indigo Girls
- Norah Jones
- Colin Linden
- David Lindley
- Los Lobos
- Jackie Lomax
- Lyle Lovett
- Mercury Rev
- Joni Mitchell
- Van Morrison
- Scotty Moore & D.J. Fontana
- Charlie Musselwhite
- North Mississippi Allstars
- The Northern Pikes
- David Olney
- Robert Palmer
- Graham Parker
- Sarah Perrotta
- Tom Petty & the Heartbreakers
- Poco
- Robbie Robertson
- The Sadies
- Michelle Shocked
- John Simon
- Jo-El Sonnier
- The Staple Singers
- Ringo Starr
- Livingston Taylor
- Teddy Thompson
- Linda Thompson
- Richard Thompson
- Libby Titus
- Tonio K.
- Martha Wainwright
- Joe Walsh
- Muddy Waters
- Roger Waters
- Wilco
- The Weber Brothers